# Autonomiczna Socjalistyczna Republika Radziecka
Autonomiczna Socjalistyczna Republika Radziecka, ASRR – jednostka podziału polityczno-administracyjnego ZSRR, stanowiąca formę autonomii przyznawanej narodom, których liczebność była zbyt niska, by utworzyć republikę związkową.

## Lista Autonomicznych Socjalistycznych Republik Radzieckich
Związek Radziecki składał się z pewnej, zmieniającej się w czasie, liczby republik związkowych, w skład których mogły wchodzić republiki autonomiczne. Republiki te były zawsze częściami republik związkowych. W latach 1962–1990 ich lista wyglądała następująco:
W Rosyjskiej FSRR:
- Baszkirska Autonomiczna Socjalistyczna Republika Radziecka (od 1919 r.)
- Buriacka Autonomiczna Socjalistyczna Republika Radziecka, początkowo jako Buriacko-Mongolska Autonomiczna Socjalistyczna Republika Radziecka (od 1923 r.)
- Czeczeńsko-Inguska Autonomiczna Socjalistyczna Republika Radziecka (1934–1944; w 1944 zlikwidowana; ponownie od 1957 r.)
- Czuwaska Autonomiczna Socjalistyczna Republika Radziecka (od 1925 r.)
- Dagestańska Autonomiczna Socjalistyczna Republika Radziecka (od 1921 r.)
- Jakucka Autonomiczna Socjalistyczna Republika Radziecka (od 1922 r.)
- Kabardyno-Bałkarska Autonomiczna Socjalistyczna Republika Radziecka (1936–1944; w 1944 przekształcona w Kabardyjską Autonomiczną Socjalistyczną Republikę Radziecką; ponownie od 1957 r.)
- Kałmucka Autonomiczna Socjalistyczna Republika Radziecka (1935–1943, w 1943 zlikwidowana; ponownie od 1958 r.)
- Karelska Autonomiczna Socjalistyczna Republika Radziecka (1923–1940; w 1940 przekształcona w Karelo-Fińską SRR; ponownie od 1956 r.)
- Komijska Autonomiczna Socjalistyczna Republika Radziecka (od 1936 r.)
- Maryjska Autonomiczna Socjalistyczna Republika Radziecka (od 1936 r.)
- Mordwińska Autonomiczna Socjalistyczna Republika Radziecka (od 1934 r.)
- Północnoosetyjska Autonomiczna Socjalistyczna Republika Radziecka (od 1936 r.)
- Tatarska Autonomiczna Socjalistyczna Republika Radziecka (od 1921 r.)
- Tuwińska Autonomiczna Socjalistyczna Republika Radziecka (od 1962 r.)
- Udmurcka Autonomiczna Socjalistyczna Republika Radziecka (od 1934 r.)

W Uzbeckiej SRR (w latach 1932–1936 w składzie Rosyjskiej FSRR):
- Karakałpacka Autonomiczna Socjalistyczna Republika Radziecka (od 1932 r.)

W Gruzińskiej SRR:
- Abchaska Autonomiczna Socjalistyczna Republika Radziecka (od 1931 r.)
- Adżarska Autonomiczna Socjalistyczna Republika Radziecka (od 1921 r.)

W Azerbejdżańskiej SRR:
- Nachiczewańska Autonomiczna Socjalistyczna Republika Radziecka (od 1924 r.)

W latach 1962–1990 istniało 20 republik autonomicznych. W okresie poprzednim ich liczba była różna. Powodem zmiany ilości republik autonomicznych było tworzenie kolejnych republik lub ich likwidacja, poprzez zmianę ich statusu na republiki związkowe, lub też w wyniku wysiedlenia danego narodu.
I tak w czasie istnienia ZSRR poprzez przekształcenie republik autonomicznych powstały republiki związkowe: Turkmeńska SRR, Kazachska SRR, Karelo-Fińska SRR, Kirgiska SRR oraz częściowo Mołdawska SRR.
Kilka republik zlikwidowano, a ich ludność wysiedlono (m.in. ASRR Niemców Nadwołżańskich po wybuchu II wojny światowej, czy Krymska Autonomiczna Socjalistyczna Republika Radziecka po wysiedleniu Tatarów). Niektóre zlikwidowane republiki zostały ponownie utworzone po śmierci Stalina (np. Czeczeńsko-Inguska Autonomiczna Socjalistyczna Republika Radziecka, Kałmucka Autonomiczna Socjalistyczna Republika Radziecka).
Jedynie jedna republika autonomiczna powstała poprzez zmianę statusu z republiki związkowej – Karelska Autonomiczna Socjalistyczna Republika Radziecka w 1956 r. z przekształcenia Karelo-Fińskiej SRR, co było powrotem do stanu sprzed 1940 r.

### Republiki powołane do życia w ostatnim roku istnienia ZSRR
Tuż przed rozwiązaniem ZSRR, na fali dążeń różnych narodów do uzyskania szerszej autonomii lub zgoła niepodległości (co ostatecznie doprowadziło do rozpadu Związku Radzieckiego), powołano do życia kilka kolejnych republik autonomicznych. Nastąpiło to w drodze poszerzenia autonomii i podniesienia rangi dotychczasowych obwodów autonomicznych Rosyjskiej FSRR oraz utworzenia rosyjskiej Krymskiej ASRR. Tak powstałe republiki istniały zaledwie kilka lub kilkanaście miesięcy, a następnie przekształcono je w inne twory polityczno-administracyjne (w Rosji w republiki, na Ukrainie w republikę autonomiczną). Zaliczają się do nich:

W składzie Rosyjskiej FSRR:
- Adygejska Autonomiczna Socjalistyczna Republika Radziecka (od 1991 r.)
- Chakaska Autonomiczna Socjalistyczna Republika Radziecka (od 1990 r.)
- Gorno-Ałtajska Autonomiczna Socjalistyczna Republika Radziecka (od 1990 r.)
- Karaczajo-Czerkieska Autonomiczna Socjalistyczna Republika Radziecka (od 1991 r.)

W składzie Ukraińskiej SRR:
- Krymska Autonomiczna Socjalistyczna Republika Radziecka (od 1991 r.)

### Republiki autonomiczne zlikwidowane przed rozpadem ZSRR
W okresie przed 1957 r. na terenie ZSRR istniały także następujące republiki:
W składzie Rosyjskiej FSRR:
- Górska Autonomiczna Socjalistyczna Republika Radziecka (1921–1924); w 1924 podzielona między kilka narodowych obwodów autonomicznych
- Kabardyjska Autonomiczna Socjalistyczna Republika Radziecka (1944–1957); w 1957 r. przekształcona w Kabardyno-Bałkarską Autonomiczną Socjalistyczną Republikę Radziecką
- Kazachska Autonomiczna Socjalistyczna Republika Radziecka (1920–1936), do 1925 r. pod nazwą Kirgiska Autonomiczna Socjalistyczna Republika Radziecka; w 1936 r. przekształcona w Kazachską SRR
- Kirgiska Autonomiczna Socjalistyczna Republika Radziecka (1926–1936); w 1936 r. przekształcona w Kirgiską SRR
- Krymska Autonomiczna Socjalistyczna Republika Radziecka (1921–1945); zlikwidowana
- Niemiecka Nadwołżańska Autonomiczna Socjalistyczna Republika Radziecka (1918–1941); zlikwidowana
- Turkiestańska Autonomiczna Socjalistyczna Republika Radziecka (1924–1924); w 1924 r. zlikwidowana; jej obszary weszły w skład nowo utworzonych: Uzbeckiej SRR, Turkmeńskiej SRR, oraz Rosyjskiej FSRR (Karakałpacki Obwód Autonomiczny)

W składzie Ukraińskiej SRR:
- Mołdawska Autonomiczna Socjalistyczna Republika Radziecka (1924–1940); w 1940 r. zlikwidowana; ok. połowy jej obszaru weszło w skład Mołdawskiej SRR, resztę wcielono do Ukraińskiej SRR

W składzie Uzbeckiej SRR:
- Tadżycka Autonomiczna Socjalistyczna Republika Radziecka (1924–1929); w 1929 r. przekształcona w Tadżycką SRR

## Cel powołania republik autonomicznych
W założeniu istnienie ASRR zapewnić miało poszczególnym, żyjącym w nich narodom swobodę narodową, co miało odróżniać system radziecki od polityki realizowanej przez carat. Jednak w sytuacji sowietyzacji, rusyfikacji i sowieckiego terroru założenia te nie mogły być zrealizowane. Dowodzi tego los Niemców nadwołżańskich, Czeczenów i Kałmuków, których Stalin skazał na wysiedlenia i zagładę.

## Obecny status dawnych ASRR
Obecnie w Rosji byłe ASRR stanowią republiki autonomiczne, przy czym dawna Czeczeńsko-Inguska Autonomiczna Socjalistyczna Republika Radziecka podzieliła się na Czeczenię i Inguszetię.
Niektóre położone na obszarze Rosji byłe ASRR usiłowały wybić się na niepodległość, podobnie jak republiki związkowe ZSRR, lecz nie pozwalał na to status ASRR. Władze centralne w Moskwie zwalczyły tendencje separatystyczne przyznając szeroką autonomię niektórym republikom, gdzie dążenia do niepodległości były szczególnie silne (np. Tatarstan, Jakucja). W przypadku Czeczenii zwalczanie tendencji separatystycznych odbyło się przy użyciu siły.
Władze Azerbejdżanu ostatecznie, mimo prób likwidacji, zachowały autonomię Nachiczewanu.
Władze Gruzji zniosły autonomię swoich byłych ASRR, jednak wchodzące w skład tego państwa republiki autonomiczne (Abchazja i Adżaria) sprzeciwiły się władzom w Tbilisi i proklamowały niepodległość, nieuznaną na arenie międzynarodowej. Po kilku latach faktycznej niezależności, na fali reform związanych z tzw. rewolucją róż Adżaria ponownie podporządkowała się władzom centralnym, te zaś przywróciły jej autonomię. Podobne zamiary Gruzja ma w stosunku do Abchazji, ta jednak na razie de facto jest niepodległym państwem.
Władze niepodległego Uzbekistanu zachowały autonomię Karakałpacji.